# الملاحظ (الفيزياء الكمية)
في ميكانيكا الكم، «الملاحظة» هي مرادفة للقياس الكمي والملاحظ أو المراقب هو من يقوم بعملية القياس. وبالتالي لا يتعين على المراقب في الميكانيكا الكمومية أن يعرض أو يحل أي مشاكل بالإضافة إلى مسألة القياس في ميكانيكا الكم.
يرتبط المراقب ارتباطًا وثيقًا بقضية تأثير المراقب، حيث يتغير حاصل الملاحظة بحسب فعل الملاحظة ذاته. ويعبر عن هذا الوضع بدالة موجية.
كما أن عدد من التفسيرات الدينية أو الفلسفية الحديثة لميكانيكا الكم، ولا سيما "الوعي يسبب الانهيار [الإنجليزية]"، يمنح المراقب دورًا خاصًا، أو يضع قيودًا على من يمكن أن يكون مراقبًا أو ما يمكن أن يكون. لا يوجد بحث موثوق به «يستعرضه الأقران» يدعم مثل هذه الادعاءات. كمثال على هذه الادعاءات، كتب فريتيوف كابرا: